# Vilčinskas
Vilčinskas ist ein litauischer männlicher Familienname.

## Herkunft
Der Name ist abgeleitet vom litauischen Wort viltis, dt. Hoffnung.

## Formen
- Vilcinskas

Weibliche Formen
- Vilčinskaitė (ledig)
- Vilčinskienė (verheiratet)
- Vilčinskė (neutral)

## Namensträger
- Albinas Vilčinskas (* 1976), Kulturpolitiker, Vizeminister
- Raimondas Vilčinskas (* 1977), Radrennfahrer